# Силвен Марконе
Силвен Марконе (фр. Sylvain Marconnet; 8. април 1976) бивши је професионални рагбиста и некадашњи репрезентативац Француске.

## Каријера

### Клупска Каријера
Целу каријеру провео је у Француској. Играо је за 3 клуба. После 3 године проведене у Греноблу, прешао је у Стад Франс. Играо је за Стад Франс у првој француској лиги и у купу европских шампиона. Са Стад Франсом је изгубио два финала купа европских шампиона (2001, од Лестера и 2005, од Тулуза). Из Стад Франса, са којим је освајао титуле првака Француске, прешао је у Олимпик Биариц, где је после две сезоне играња завршио каријеру.

### Репрезентација Француске
У дресу репрезентације Француске дебитовао је против Аргентине 1998. Исте године играће и тест меч против Валабиса. Играо је у свих 5 утакмица купа шест нација 1999. Био је део селекције Француске на светском првенству у Аустралији, где је Француска елиминисана од шампиона Енглеске у полуфиналу 2003. На том великом такмичењу одиграо је мечеве против Шкотске, САД, Енглеске, Новог Зеланда и Ирске. Због повреде коју је зарадио на скијању, пропустио је светско првенство у Француској 2007. Са Француском је освајао титуле првака Европе.

## Успеси
Куп европских изазивача у рагбију са Биарицом 2012.
Титула шампиона Француске са клубом "Стад Франс" 1998, 2000, 2003, 2004, 2007.
Куп Француске са клубом "Стад Франс" 1999.
Куп шест нација са Француском 2002, 2004, 2006, 2007, 2010.